# Tháng 7 năm 2011
Tháng 7 năm 2011 bắt đầu vào Thứ Sáu và kết thúc sau 31 ngày vào Chủ Nhật.

## Chủ đề:Thời sự
| Chủ Nhật, ngày 3 tháng 7                                                                                             |
| - Trong cuộc tổng tuyển cử tại Thái Lan, Đảng Vì nước Thái dưới sự lãnh đạo của Yingluck Shinawatra giành đa số ghế. |

| Thứ Hai, ngày 4 tháng 7                                                                                      |
| - Otto von Habsburg, cựu Thái tử cuối cùng của Đế quốc Áo-Hung, qua đời ở tuổi 98 tại tư gia ở Pöcking, Đức. |

| Thứ Tư, ngày 6 tháng 7                                                 |
| - Pyeongchang, Nam Hàn giành quyền đăng cai Thế vận hội Mùa đông 2018. |

| Thứ Sáu, ngày 8 tháng 7                                                                                   |
| - News of the World, tờ báo Chủ Nhật lớn nhất Anh, đóng cửa sau 168 năm hoạt động vì các bê bối nghe lén. |

| Thứ Bảy, ngày 9 tháng 7 |
| - Sau một cuộc trưng cầu dân ý, Nam Sudan ly khai khỏi Sudan, chính thức trở thành một quốc gia độc lập sau hai cuộc nội chiến trong hơn 5 thập kỷ gây ra cái chết của hàng triệu người. |

| Chủ Nhật, ngày 10 tháng 7 |
| - Tàu du lịch Bulgaria chở 201 hành khách và thủy thủ đoàn trên sông Volga ở Cộng hòa Tatarstan thuộc Nga bị chìm, làm ít nhất 122 người thiệt mạng. |

| Thứ Ba, ngày 12 tháng 7 |
| - Nạn đói ở Đông Phi 2011: - Tổng Thư ký Liên Hợp Quốc Ban Ki-moon kêu gọi sự hỗ trợ của quốc tế cho hơn 10 triệu người chịu đói kém do hạn hán tại Sừng Phi Châu. - chính khách Afghanistan Ahmed Wali Karzai, em trai của tổng thống Hamid Karzai, bị ám sát tại nhà riêng. |

| Thứ Tư, ngày 13 tháng 7                                                                              |
| - Ít nhất 26 người chết và 130 bị thương trong ba vụ đánh bom liên tiếp tại thành phố Mumbai, Ấn Độ. |

| Thứ Năm, ngày 14 tháng 7 |
| - Nhà báo Rebekah Brooks bị bắt và giám đốc Sở Cảnh sát Thủ đô, Paul Stephenson từ chức do bê bối nghe lén của News International. |

| Thứ Bảy, ngày 16 tháng 7                                        |
| - Tàu vũ trụ rô-bốt Dawn đi vào quỹ đạo tiểu hành tinh 4 Vesta. |

| Chủ Nhật, ngày 17 tháng 7                                                                                 |
| - Nhật Bản đánh bại Hoa Kỳ trong Giải vô địch bóng đá nữ thế giới, trở thành đội Á Châu vô địch đầu tiên. |

| Thứ Tư, ngày 20 tháng 7 |
| - Liên Hợp Quốc đưa ra tuyên bố về nạn đói ở miền nam Somalia. - Goran Hadžić bị bắt giữ tại Serbia, trở thành người cuối cùng bị bắt trong số 161 người bị Tòa án Hình sự Quốc tế về Nam Tư cũ truy tố. |

| Thứ Năm, ngày 21 tháng 7                                                                            |
| - Tàu con thoi Atlantis hoàn thành phi vụ cuối cùng, kết thúc chương trình tàu con thoi sau 30 năm. |

| Thứ Sáu, ngày 22 tháng 7 |
| - Hai vụ tấn công tại Na Uy, gồm một cuộc đánh bom tại Oslo và một cuộc nổ súng tại Utøya, làm thiệt mạng 77 người và 96 người khác bị thương. |

| Thứ Bảy, ngày 23 tháng 7 |
| - Cựu Thủ tướng, Phó Tổng thống Việt Nam Cộng hòa Nguyễn Cao Kỳ qua đời tại Malaysia, thọ 81 tuổi. - Ca sĩ người Anh Amy Winehouse đột tử ở tuổi 27 tại Luân Đôn. |

| Chủ Nhật, ngày 24 tháng 7 |
| - Tay đua Cadel Evans chiến thắng tại Tour de France 2011, trở thành người Úc đầu tiên giành áo vàng chung cuộc ở giải đấu này. |

| Thứ Hai, ngày 25 tháng 7                                                                                         |
| - Trương Tấn Sang và Nguyễn Tấn Dũng lần lượt được Quốc hội Việt Nam bầu giữ chức vụ chủ tịch nước và thủ tướng. |

| Thứ Tư, ngày 27 tháng 7                                                                                                   |
| - 2010 TK7 được xác nhận là một tiểu hành tinh Troia, lần đầu tiên một thiên thể cùng quỹ đạo với Trái Đất được khám phá. |

| Thứ Sáu, ngày 29 tháng 7                    |
| - Ollanta Humala nhậm chức Tổng thống Peru. |

| Thứ Bảy, ngày 30 tháng 7                                           |
| - Bão Nock-ten (bão số 3) làm 41 người thiệt mạng tại Philippines. |

| Chủ Nhật, ngày 31 tháng 7 |
| - Nổi dậy ở Syria 2011: - Chính quyền trừng phạt những người biểu tình tại Hama, một trung tâm của cuộc nổi dậy ở Syria, hơn 200 người bị giết. |